# ЗИЛ-114
ЗИЛ-114 — советский малосерийный представительский легковой автомобиль высшего класса с кузовом «лимузин». Пришёл на смену модели предыдущего поколения, ЗиЛ-111, выпускался Заводом имени Лихачёва с 1967 по 1978 годы. Де-факто являлся последним отечественным автомобилем данного класса, кузов которого стал основой для дальнейших модернизированных (рестайлинговых) модификаций: 115 (4104), 41045, 41047 и экспериментальной 4112Р — до появления в 2018 году автомобиля Aurus Senat, который прервал долгую паузу в развитии данного класса автомобилестроения в России. Всего было собрано 113 экземпляров
В начале 1960-х годов автомобильный дизайн, прежде всего американский, считавшийся одним из ведущих дизайнов, стал стремительно меняться. В моду начал входить строгий стиль, автомобильные кузова стали более угловатыми. Выпускавшийся для первых лиц страны лимузин ЗИЛ-111Г начал морально устаревать. Поэтому в это время началась работа над новой моделью лимузина, получившего обозначение ЗИЛ-114. Во внимание были взяты лучшие тенденции дизайна среди автомобилей высшего класса того времени. Первый опытный образец был построен в 1966 году. Со следующего года началась сборка новых автомобилей на заводе, а в 1968 году ЗИЛ-114 полностью занял производство легковых представительских автомобилей ЗИЛа. В 1971 году автомобиль был несколько модернизирован. Внешние изменения коснулись в основном оформления передней части кузова, дизайн был унифицирован с дизайном седана ЗИЛ-117.
Стеклоподъёмники всех дверей имели электроприводы, а замки дверей централизованную блокировку. Машина комплектовалась также кондиционером. Благодаря атермальным стёклам, в солнечную погоду не повышалась температура в салоне. Для удобства входа и выхода рулевое колесо было выполнено откидным.
На машину устанавливался 7-литровый двигатель мощностью 300 лошадиных сил. У мотора ЗИЛ-114 — алюминиевый блок цилиндров, четырёхкамерный карбюратор, транзисторная система зажигания и гидравлические толкатели клапанов. Это устройство, впервые применённое ещё на ЗИС-110 в 1946 году, делает ненужным регулировку зазора в клапанном механизме в течение всего срока службы двигателя и резко снижает шум ГРМ.
Автомобиль оснащался автоматической гидромеханической трансмиссией. Управление переключением передач — автоматическое, но допускает вмешательство водителя для выбора нужной передачи. Привод рулевого управления — с гидроусилителем. Шасси ЗИЛ-114 имело мощную раму периферийного типа, очень жёсткую на кручение и хорошо защищающую при столкновении (так как в центральной её части лонжероны были «разведены» к бокам и располагались практически за порогами кузова).
Независимая передняя подвеска — бесшкворневая, на продольных торсионных стержнях, работающих на скручивание. Они расположены вдоль лонжеронов. Задняя подвеска — зависимая на продольных листовых рессорах, обычного типа. Тормоза — дисковые на всех колёсах, с каскадной системой усилителей и раздельными контурами. Производство автомобиля ЗИЛ-114 продолжалось до 1978 года, пока его не сменила новая модель ЗИЛ-4104.

## В сувенирной индустрии
В журнальной серии «Автолегенды СССР» издательства «ДеАгостини» вышла модель ЗИЛ-114.

## Модификации
- ЗИЛ-114Е — автомобиль со средствами спецсвязи и экранированной системой зажигания
- ЗИЛ-114ЕА — медицинский универсал (5 мест + 1 больной), 1974 г. (построено 2 экземпляра), автомобиль включался в кортеж Генерального секретаря ЦК КПСС
- ЗИЛ-114К — автомобиль с защищённым кузовом
- ЗИЛ-114Н — переходный вариант, его внешность была идентична модели ЗИЛ-4104, но задняя стойка соответствовала стандартной ЗИЛ-114, 1975 г.
- ЗИЛ-117 — укороченный автомобиль с кузовом седан (база 3300 мм) выпускался с 1971 по 1978 гг.